# Исесаки
Исесаки (јап. 伊勢崎市) град је у Јапану у префектури Гунма. Према попису становништва из 2005. у граду је живело 202.442 становника.

## Становништво
Према подацима са пописа, у граду је 2005. године живело 202.442 становника.
| 1995.   | 2000.   | 2005.   |
| ------- | ------- | ------- |
| 184.420 | 194.393 | 202.442 |